# Johann Scheffler
Johann Scheffler, tudi: Scheffler János [jóhan šefler; šefler jánoš], je bil rimskokatoliški škof, mučenec in blaženi, * 29. oktober 1887 Cămin (madžarsko: Kálmánd), (Romunija); † 6. december 1952, v zaporu Jilava (Romunija).